# Bactrocera kandiensis
Bactrocera kandiensis är en tvåvingeart som beskrevs av Drew och Albany Hancock 1994. Bactrocera kandiensis ingår i släktet Bactrocera och familjen borrflugor.
Artens utbredningsområde är Sri Lanka. Inga underarter finns listade.